# Dora Nascimento
Doralice Nascimento de Souza, bekannt als Dora Nascimento, (* 21. Oktober 1967 in Macapá) ist eine brasilianische Geographin und Politikerin. Sie ist Mitglied des Partido dos Trabalhadores (PT) und war nach Dalva Figueiredo die zweite weibliche Vizegouverneurin des Bundesstaates Amapá.

## Politische Laufbahn
Dora Nascimento, ein laut Tribuna Amapaense afrobrasilianisches Mitglied der Arbeiterpartei, der sie seit 1994 angehört, hatte zunächst Parteifunktionen übernommen.
Bei den Wahlen in Brasilien 2010 erreichte sie das Amt als Vizegouverneurin und wurde für die Zeit von 1. Januar 2011 bis 1. Januar 2015 Stellvertreterin des Gouverneurs Camilo Capiberibe. Beide hatten zusammen im zweiten Wahlgang 170.277 oder 53,77 % der Stimmen erreicht. Amapá gilt als strukturschwach und hatte zu der Zeit rund 670.000 Einwohner auf einer Fläche mehr als dreimal so groß wie die Schweiz.
Danach bemühte sie sich vergebens um weitere Ämter. Bei den Kommunalwahlen in Brasilien 2016 bewarb sie sich als Stadtpräfektin (Bürgermeisterin) von Macapá, wurde aber vom Tribunal Superior Eleitoral (TSE) als nicht geeignet abgelehnt.
2018 bewarb sie sich bei den Wahlen in Brasilien zur Bundesabgeordneten (deputada federal) für Amapá im Bundessenat, galt aber weiterhin zur Wahl ungeeignet und blieb stimmenlos.